# Uropachylus striatus
Uropachylus striatus is een hooiwagen uit de familie Gonyleptidae.